# Decapitación en el Islam

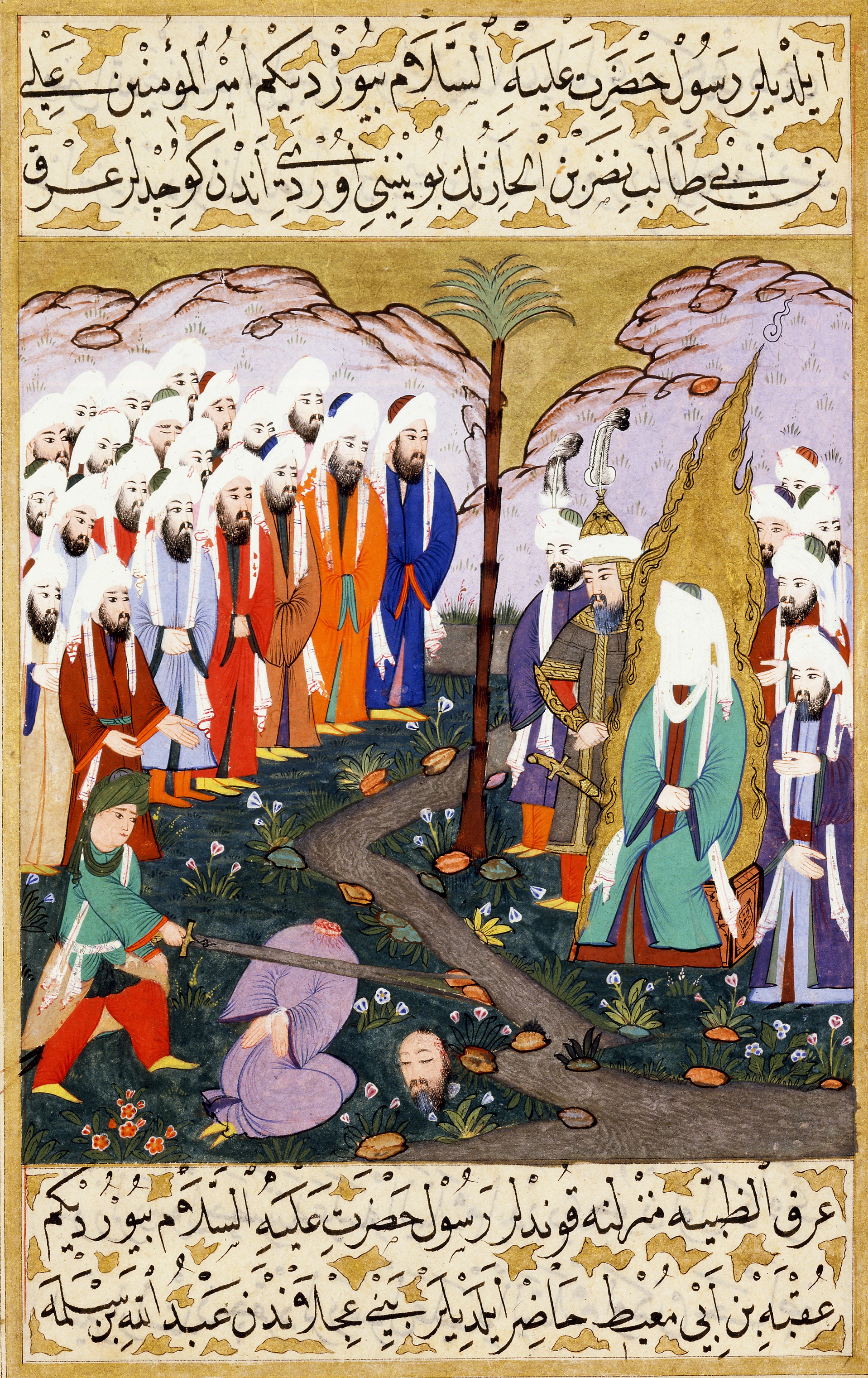
Ali Ibn Abi decapitando a Nadr ibn al-Harith en presencia del profeta Mahoma

La decapitación era un método estándar de ejecución en la ley islámica premoderna, de manera similar a la ley europea premoderna. Su uso había sido abandonado en la mayoría de los países a finales del siglo XX. Actualmente, solo se usa en Arabia Saudita. También sigue siendo un método legal de ejecución en Catar, Yemen, y según los informes de Amnistía Internacional, fue utilizado en 2001 en Irán, donde legalmente ya no está en uso.
En los últimos tiempos, las organizaciones yihadistas no estatales, como ISIS, Tawhid y Yihad, han utilizado la decapitación como método para matar cautivos. Desde 2002, han circulado videos de decapitación como una forma de terror y propaganda. Sus acciones han sido condenadas por otros grupos militantes y terroristas, así como por los principales académicos y organizaciones islámicas.

## Antecedente y contexto
El uso de la decapitación para el castigo continuó hasta bien entrado el siglo XX tanto en naciones islámicas como no islámicas. Cuando se hace correctamente, alguna vez se consideró un método de ejecución humano y honorable.

## Decapitación en la escritura islámica
Existe un debate sobre si el Corán discute la decapitación. Dos suras podrían utilizarse para proporcionar una justificación para la decapitación en el contexto de la guerra:

Cuando el Señor inspiró a los ángeles (diciendo) Yo estoy contigo. Así que haz que aqullos que creen se mantengan firmes. Arrojaré miedo a los corazones de los que no creen. Luego hiere los cuellos y hiere cada dedo con ellos. (8:12)

Ahora, cuando te encuentres en la batalla con los que no creen, entonces te golpeará el cuello hasta que, cuando los hayas derrotado, se unan los lazos; y luego gracia o rescate hasta que la guerra libere sus cargas. (47:4)

Entre los comentaristas clásicos, Fakhr al-Din al-Razi interpreta que la última oración de 8:12 significa atacar a los enemigos de cualquier manera posible, desde la cabeza hasta las puntas de las extremidades. Al-Qurtubi lee la referencia a los golpes en el cuello como una transmisión de la gravedad de los combates. Para al-Qurtubi, al-Tabari e Ibn Kathir, la expresión indica la brevedad del acto, ya que se limita a la batalla y no es un comando continuo.
Algunos comentaristas han sugerido que los terroristas utilicen interpretaciones alternativas de estas suras para justificar la decapitación de los cautivos, sin embargo, existe un acuerdo entre los estudiosos de que tienen un significado diferente. Además, de acuerdo con Rachel Saloom, la sura 47:4 continúa considerando a la decapitación como generosidad o rescate al hacer la guerra, y se refiere a un período en que los musulmanes fueron perseguidos y tuvieron que luchar por su supervivencia.

## Decapitación en la ley islámica

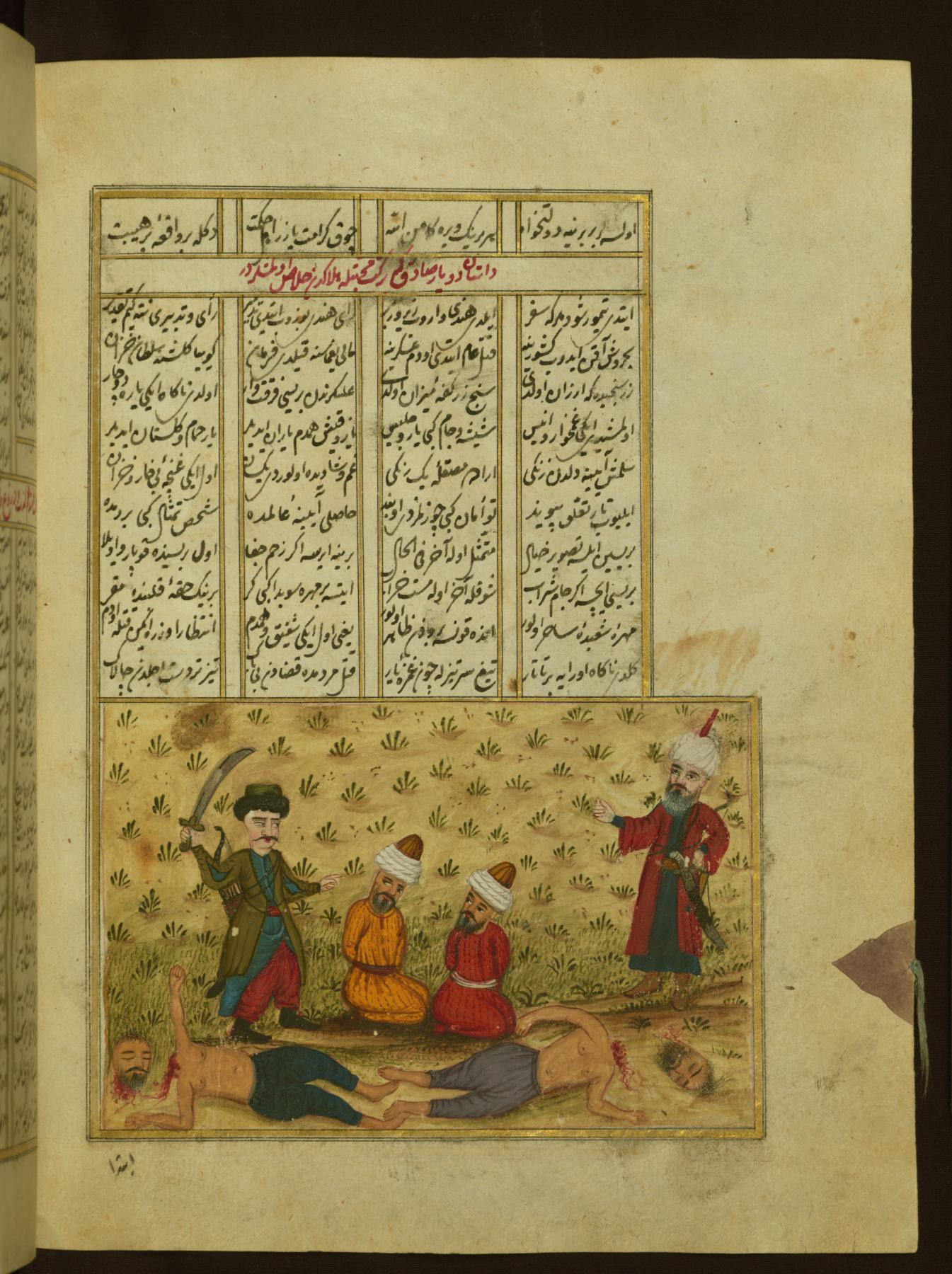
Salvados de ser decapitados debido a su lealtad el uno al otro en un manuscrito de 1721

La decapitación era el método normal de ejecutar la pena de muerte según la ley islámica clásica. También fue, junto con el ahorcamiento, uno de los métodos ordinarios de ejecución en el Imperio otomano.
Actualmente, Arabia Saudita es el único país del mundo que utiliza la decapitación dentro de su sistema legal islámico. La mayoría de las ejecuciones llevadas a cabo por el gobierno Wahhabi de Arabia Saudita son decapitaciones públicas, que generalmente provocan reuniones masivas pero no pueden ser fotografiadas o filmadas.
Según Amnistía, las autoridades estatales de Irán han llevado a cabo decapitaciones en 2001, pero a partir de 2014 ya no se utilizan. También es una forma legal de ejecución en Catar y Yemen, pero el castigo ha sido suspendido en esos países.

## Acontecimientos históricos
- Ejecución de los hombres de Banu Qurayza por una supuesta violación a un tratado, con varios cientos de muertos en 627.[18]
- Posterior a la Batalla de la Morcuera (865), las tropas del emir Mohamed I decapitaron a veinte mil cuatrocientos setenta y dos cristianos del Reino de Asturias.
- Después de la Batalla de Hattin (1187), Saladino decapitó personalmente a Reinaldo de Châtillon; un caballero cristiano que sirvió en la Segunda Cruzada y organizó ataques contra las dos ciudades más sagradas del Islam.[19]
- Las fuerzas del Imperio Otomano invadieron y sitiaron la ciudad de Otranto y su ciudadela en 1480. Según un relato tradicional, después de la captura, más de 800 de sus habitantes, que se negaron a convertirse al islam, fueron decapitados. Son conocidos como los "Mártires de Otranto".[20]
- Muhammad Ahmad se declaró Mahdi en 1880 y dirigió la Jihad contra el Imperio Otomano y sus aliados británicos. Él y sus seguidores decapitaron a oponentes, tanto cristianos como musulmanes, incluido el general británico Charles Gordon.[21]

## Uso moderno por parte de actores no estatales
Las instancias modernas de decapitación islamista datan al menos hasta la década de 1990. En la Primera Guerra Chechena (1994–96), la decapitación de Yevgueni Rodionov, un soldado ruso que se negó a convertirse al islam, llevó a algunos dentro de la Iglesia ortodoxa rusa a venerarlo como mártir. En 1997, el Grupo Islámico Armado de Argelia decapitó a 80-200 aldeanos en Benthalia.
La decapitación en 2002 del periodista estadounidense Daniel Pearl por el miembro de Al-Qaeda Khalid Sheikh Mohammed en Pakistán atrajo la atención internacional realzada por la publicación de un video de decapitación. La repulsión en la comunidad musulmana llevó a Al-Qaeda a abandonar las decapitaciones en video. Grupos en Irak liderados por Abu Musab al-Zarqawi, Tawhid y Jihad y luego ISIS, continuaron la práctica. Desde 2002, han estado circulando en masa videos de decapitaciones como una forma de terror y propaganda. Uno de los asesinatos más publicitados de al-Zarqawi fue el del estadounidense Nick Berg.
Desde 2004, los insurgentes en el sur de Tailandia comenzaron a sembrar el miedo en los ataques donde decapitaban hombres y mujeres de la minoría budista local. El 18 de julio de 2005, dos militantes entraron a una tienda de té en el sur de Tailandia, le dispararon a Lek Pongpla, un vendedor de telas budista, lo decapitaron y dejaron la cabeza fuera de la tienda. El fundador de Bridges TV, un canal de cable musulmán con sede originalmente en Buffalo, Nueva York, que tenía como objetivo combatir las percepciones negativas de los musulmanes que supuestamente dominaban la cobertura de los principales medios, decapitó a su esposa en 2009 en las oficinas de Bridges TV.
Según Peter R. Neumann, Director del Centro Internacional para el Estudio de la Radicalización y la Violencia Política en el King's College de Londres, los videos de decapitaciones están destinados a la viralidad, y son al menos algo efectivos, como una herramienta de reclutamiento para la yihad entre la juventud de Occidente y Oriente Medio. Otros observadores argumentan que si bien Al Qaeda inicialmente usó la decapitación como una herramienta de publicidad, más tarde decidió que causaron que los musulmanes retrocedieran del islamismo y que aunque ISIS está desplegando con entusiasmo la decapitación como una táctica desde 2014, también puede encontrar que el la táctica fracasa. Timothy R. Furnish, como Profesor Asistente de Historia Islámica, contrasta las ejecuciones del gobierno saudí, conforme a los estándares que minimizan el dolor, con los actores no estatales que han "elegido un método de corte lento y tortuoso para aterrorizar a la audiencia occidental".

### ISIS
En enero de 2015, apareció una copia de un código penal de ISIS que describe las sanciones que impone en las áreas bajo su control, incluidas las decapitaciones. Los videos de decapitación han sido publicados frecuentemente por miembros de ISIS en las redes sociales. Varias de las decapitaciones grabadas en video fueron realizadas por Mohammed Emwazi, a quien los medios de comunicación se referían como "Jihadi John" antes de su identificación.
Las decapitaciones recibieron una amplia cobertura en todo el mundo y atrajeron la condena internacional. El politólogo Max Abrahms postuló que ISIS puede estar usando decapitaciones bien publicitadas como un medio para diferenciarse de Al-Qaeda en Irak e identificarse con Khalid Sheikh Mohammed, el miembro de al-Qaeda que decapitó a Daniel Pearl. Las decapitaciones representan una pequeña proporción de un total mayor de personas asesinadas después de caer capturadas por ISIS.

### Condena de los musulmanes
Los principales académicos y organizaciones islámicas de todo el mundo, así como grupos militantes y terroristas como Hezbollah, Hamás y Al-Qaeda han condenado la práctica.

### Impacto en la cobertura de guerra
Algunos analistas han argumentado que las decapitaciones de periodistas y trabajadores humanitarios, junto con otros secuestros y ejecuciones de observadores independientes en zonas de guerra sirias, han obligado a los medios internacionales a confiar exclusivamente en informes que están influenciados directa o indirectamente por grupos rebeldes y opositores y de esta forma, este último puede dictar la cobertura de eventos en áreas bajo su control.